# Campeonato Pernambucano de Futebol Sub-20 de 2018
O Campeonato Pernambucano de Futebol Sub-20 de 2018, foi a 84ª edição do torneiro realizado no estado de Pernambuco e organizado pela Federação Pernambucana de Futebol que conta com a participação de jogadores nascidos a partir do ano de 1998. Com inicio em 6 de junho e termino em 29 de novembro, tem como campeão a equipe Sub-20 do Clube Atlético do Porto de Caruaru, após vencer o Santa Cruz no segundo jogo da final.
O campeão deste ano, se classificou para a Copa do Brasil de Futebol Sub-20 de 2019.

## Formato
O Campeonato Pernambucano de Futebol Sub-20, foi disputado por 14 equipes divididas em 3 grupos (um grupo com 4 equipes e dois com 5). Classificaram para a segunda fase as duas melhores equipes de cada grupo, mais os dois melhores terceiros colocados no geral. Já na segunda fase, as oito equipes classificadas na fase anterior, formavam dois grupos com 4 equipes onde as duas melhores de cada grupo, se classificavam para as semifinais.

## Critérios de Desempate
Em caso de empate por pontos entre dois ou mais clubes, os critérios de desempate são aplicados na seguinte ordem:
1. Número de vitórias;
2. Saldo de gols;
3. Gols pró;
4. Confronto direto;
5. Menor número de cartões vermelhos;
6. Menor número de cartões amarelos;
7. Sorteio.

## Equipes Participantes
| Equipe                                                | Cidade                  | Em 2017 | Estádio (Mando)              | Capacidade | Títulos (Último)  | Part. |
| ----------------------------------------------------- | ----------------------- | ------- | ---------------------------- | ---------- | ----------------- | ----- |
| Afogados da Ingazeira Futebol Clube                   | Afogados da Ingazeira   |         | Vianão                       | 1 735      | 0 (não possui)    |       |
| América Futebol Clube                                 | Recife                  | 2°      | Ademir Cunha                 | 12 000     | 1 (em 1931)       | 4     |
| Belo Jardim Futebol Clube                             | Belo Jardim             |         | Mendonção                    | 7 050      | 0 (não possui)    |       |
| Central Sport Club                                    | Caruaru                 |         | Estádio Luiz José de Lacerda | 19 478     | 1 (em 1983)       | 2     |
| Ferroviário Esporte Clube do Cabo                     | Cabo de Santo Agostinho |         | Gileno de Carli              | 2 000      | 0 (não possui)    |       |
| Clube Náutico Capibaribe                              | Recife                  |         | Aflitos                      | 20 856     | 17 (em 2013)      | 20    |
| Pesqueira Futebol Clube                               | Pesqueira               |         | Joaquim de Brito             | 1 800      | 0 (não possui)    |       |
| Clube Atlético do Porto                               | Caruaru                 |         | Estádio Luiz José de Lacerda | 19 548     | 3 (em 2014)       | 8     |
| Salgueiro Atlético Clube                              | Salgueiro               |         | Cornélio de Barros           | 12 070     | 0 (não possui)    |       |
| Santa Cruz Futebol Clube                              | Recife                  |         | Arruda                       | 60 044     | 28 (em 2003)      | 33    |
| Sport Club do Recife                                  | Recife                  | 1°      | Ilha do Retiro               | 32 983     | 32 (em 2017)      | 35    |
| Timbaúba Futebol Clube                                | Timbaúba                |         | Ferreira Lima                | 7 000      | 0 (em não possui) |       |
| Associação Acadêmica e Desportiva Vitória das Tabocas | Vitória de Santo Antão  |         | Arena Pernambuco             | 44.330     | 0 (não possui)    |       |
| Vera Cruz Futebol Clube                               | Vitória de Santo Antão  |         | Carneirão                    | 10 911     | 0 (em não possui) |       |

## Primeira Fase
Atualizado em Novembro de 2018.

## Segunda Fase
Atualizado em Novembro de 2018.

## Tabela até a final
Em itálico, os times que possuem o mando de campo no primeiro jogo do confronto e em negrito os times classificados.
|  | Semifinais 21 de outubro e 14 de novembro | Semifinais 21 de outubro e 14 de novembro | Semifinais 21 de outubro e 14 de novembro | Semifinais 21 de outubro e 14 de novembro |   |          | Final 24 de novembro e 29 de novembro | Final 24 de novembro e 29 de novembro | Final 24 de novembro e 29 de novembro | Final 24 de novembro e 29 de novembro |
|  |                                           |                                           |                                           |                                           |   |          |                                       |                                       |                                       |                                       |
|  | Sport                                     | 1                                         | 1                                         | 2 (1)                                     |   |          |                                       |                                       |                                       |                                       |
|  | Porto-PE (pen)                            | 0                                         | 2                                         | 2 (3)                                     |   |          |                                       |                                       |                                       |                                       |
|  | Porto-PE (pen)                            | 0                                         | 2                                         | 2 (3)                                     |   | Porto-PE | 2                                     | 3                                     | 5                                     |                                       |
|  |                                           |                                           |                                           |                                           |   | Porto-PE | 2                                     | 3                                     | 5                                     |                                       |
|  |                                           | Santa Cruz                                | 2                                         | 2                                         | 4 |          |                                       |                                       |                                       |                                       |
|  | América-PE                                | Santa Cruz                                | 2                                         | 2                                         | 4 | 1        | 1                                     | 2                                     |                                       |                                       |
|  | América-PE                                |                                           |                                           |                                           |   | 1        | 1                                     | 2                                     |                                       |                                       |
|  | Santa Cruz                                | 1                                         | 2                                         | 3                                         |   |          |                                       |                                       |                                       |                                       |

## Fase Final

### Semifinal
Semifinal 1
| 21 de outubro | Sport      | 1–0 | Porto-PE | Ilha do Retiro, Recife |
| 15:00         | Mikael 80' |     |          |                        |

| 1 de novembro | Porto-PE              | 2–1 | Sport          | Estádio Luiz José de Lacerda |
| 15:00         | Bibi 45+1', 55' (pen) |     | Alê Santos 48' |                              |

|                                             |       | Penalidades                     |  |
| Convertido · Erro · Convertido · Convertido | 3 – 1 | Convertido · Erro · Erro · Erro |  |

Semifinal 2
| 21 de novembro | América-PE        | 1–1 | Santa Cruz   | Ademir Cunha, Recife |
| 15:00          | Matheus Silva 27' |     | Kelvenny 03' |                      |

| 1 de setembro | Santa Cruz                    | 2–1 | América-PE      | Estádio do Arruda, Recife |
| 16:00         | Adriano Napão 37' · Elias 55' |     | Everton Sid 73' |                           |

### Final
Jogo de ida
| 24 de novembro | Porto-PE            | 2 – 2 | Santa Cruz                 | Estádio Luiz José de Lacerda |
| 15:00          | Bibi 51' (pen), 53' |       | Walisson 44' · Ligeiro 84' |                              |

Jogo de volta
| 29 de novembro | Santa Cruz                             | 2 – 3 | Porto-PE                        | Arena Pernambuco, São Lourenço da Mata  |
| 20:00          | Adriano Napão 19' · Walisson 56' (pen) |       | Caio 08', 85' · Lucas Rocha 27' | Árbitro: PE Tiago Nascimento dos Santos |

## Premiação
| Campeão Pernambucano Sub-20 de 2018 |
| ----------------------------------- |
| Porto-PE Campeão (4º título)        |

| Vice Campeão: | Terceiro Colocado: | Quarto Colocado: |
| ------------- | ------------------ | ---------------- |
| Santa Cruz    | Sport              | América-PE       |

## Classificação final
A tabela a seguir classifica as equipes de acordo com a fase alcançada e considerando os critérios de desempate.

## Punição ao Santa Cruz
A final do Pernambucano Sub-20 foi alegria para uns, decepção para outros e foi manchada por violência. O segundo jogo da final, foi marcada com à agressão ao árbitro da partida, Tiago Nascimento dos Santos. Segundo o árbitro, ele foi  por “Torcedores e gente com o uniforme da comissão técnica” do Tricolor. Junto aos seus companheiros, o trio de arbitragem foram perseguidos por um grupo de pessoas nos corredores que dão acesso aos vestiários do estádio. Em determinado momento, o árbitro principal do duelo leva um chute de um torcedor até agora não identificado e depois, escorrega, caindo e batendo a cabeça no chão.
Após o ocorrido, o presidente da Federação Pernambucana de Futebol (FPF), Evandro Carvalho, revelou que o Santa Cruz será excluído do Campeonato Pernambucano de Futebol Sub-20 de 2019 — “O Santa Cruz foi retirado do Campeonato Sub-20 estadual do próximo ano. Não Jogará” — decretou o presidente da FPF, acrescentando ainda que o tricolor do Arruda também deverá ser eliminado da disputa da Copa São Paulo de 2018.
As punições se estendem ainda aos diretores do Santa Cruz, que teriam sido responsáveis pela agressão. “Qualquer dirigente que tenha se envolvido naquele evento será excluído do futebol. E isso alcança não só o Estado de Pernambuco, mas todo território nacional”, afirmou o presidente, apontando que esta é uma determinação da Fifa.